# Khareef-klasse
De Khareef-klasse is een klasse van Omaanse korvetten. De schepen zijn gebouwd door  BAE Systems Surface Ships in hun scheepswerf te Portsmouth, als onderdeel van een £400m deal waarbij training door VT Group is inbegrepen. In maart 2012 zijn drie BAE ingenieurs gewond geraakt bij een incident met schietoefeningen.

## Schepen
| Schip      | Tewaterlating | In dienst | Opmerkingen  |
| ---------- | ------------- | --------- | ------------ |
| Al-Shamikh | 22 juni 2009  |           | zeetest 2010 |
| Al-Rahmani | 23 juni 2010  |           | zeetest 2011 |
| Al-Rasikh  | 27 juni 2011  |           |              |

## Afbeeldingen

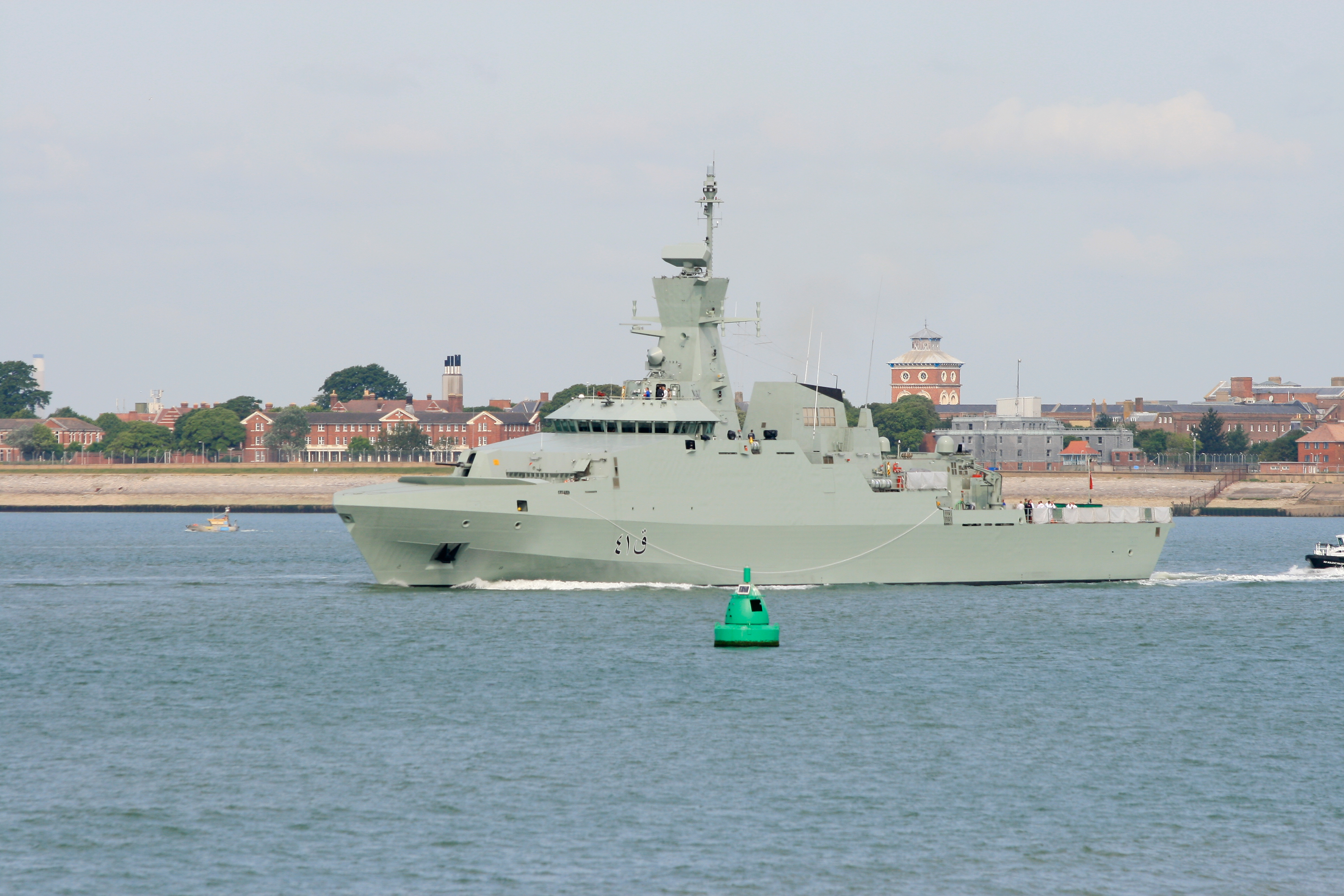
Al Rahmani, Portsmouth 2013.
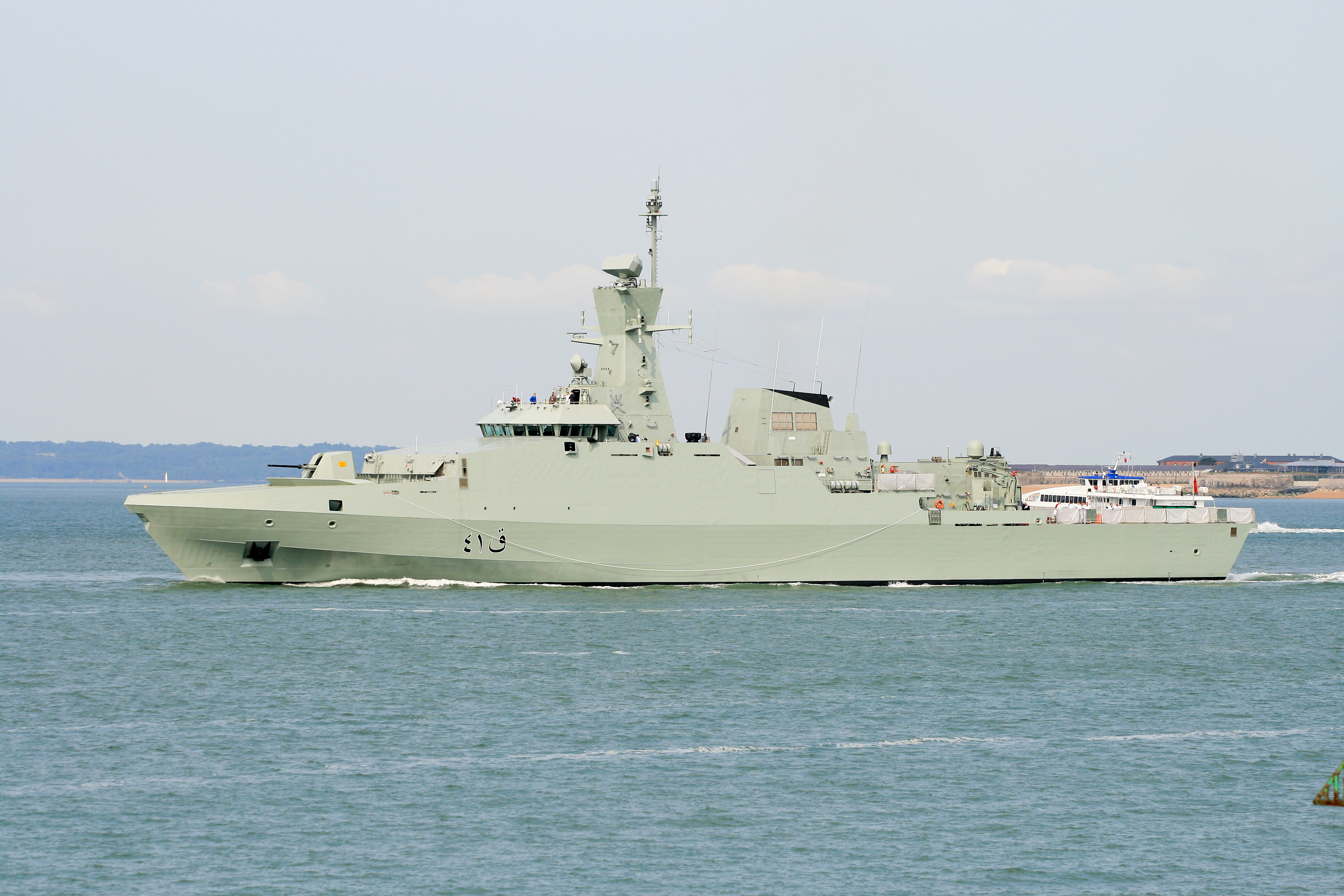
Al Rahmani, Portsmouth 2013.
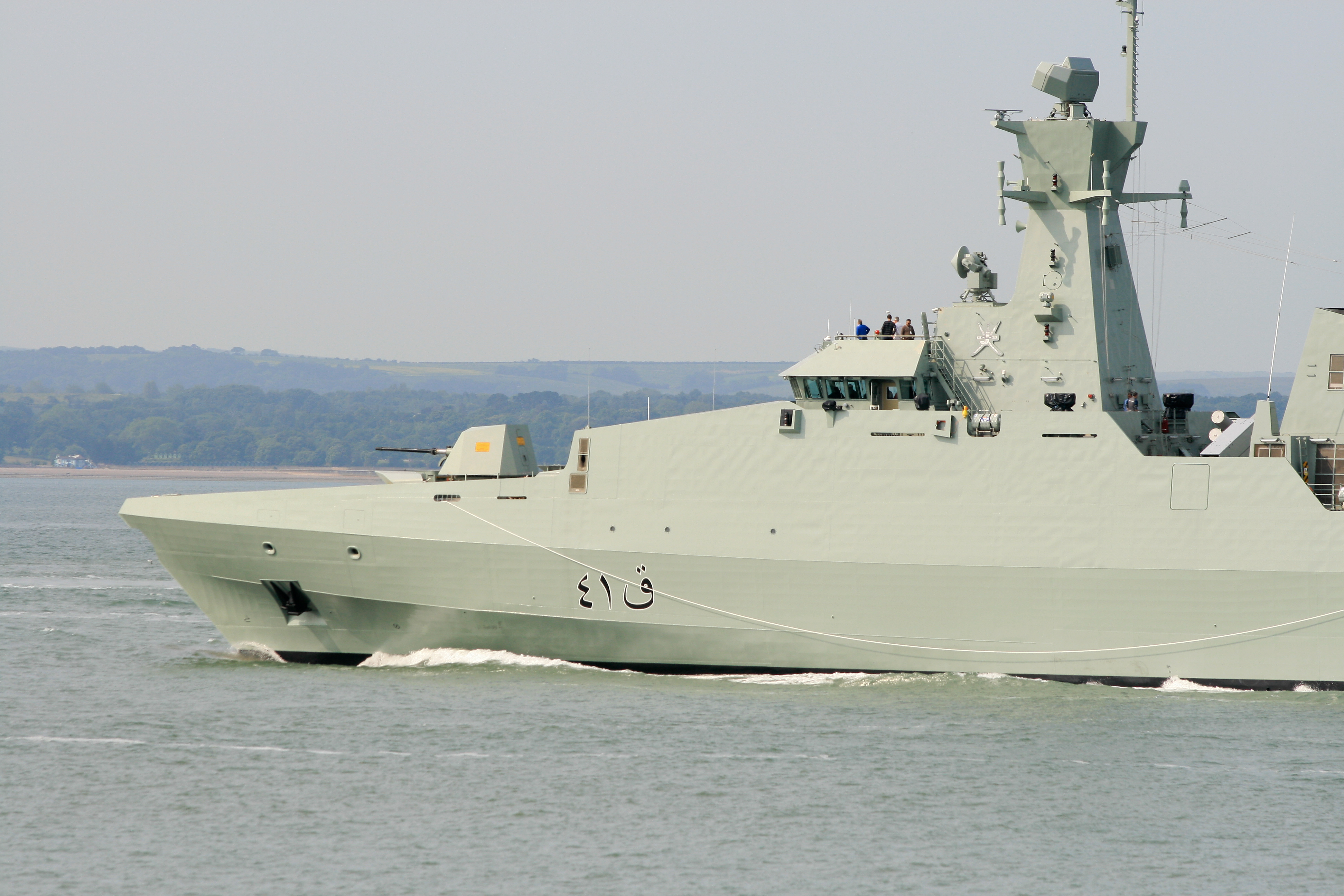
Al Rahmani, Portsmouth 2013.
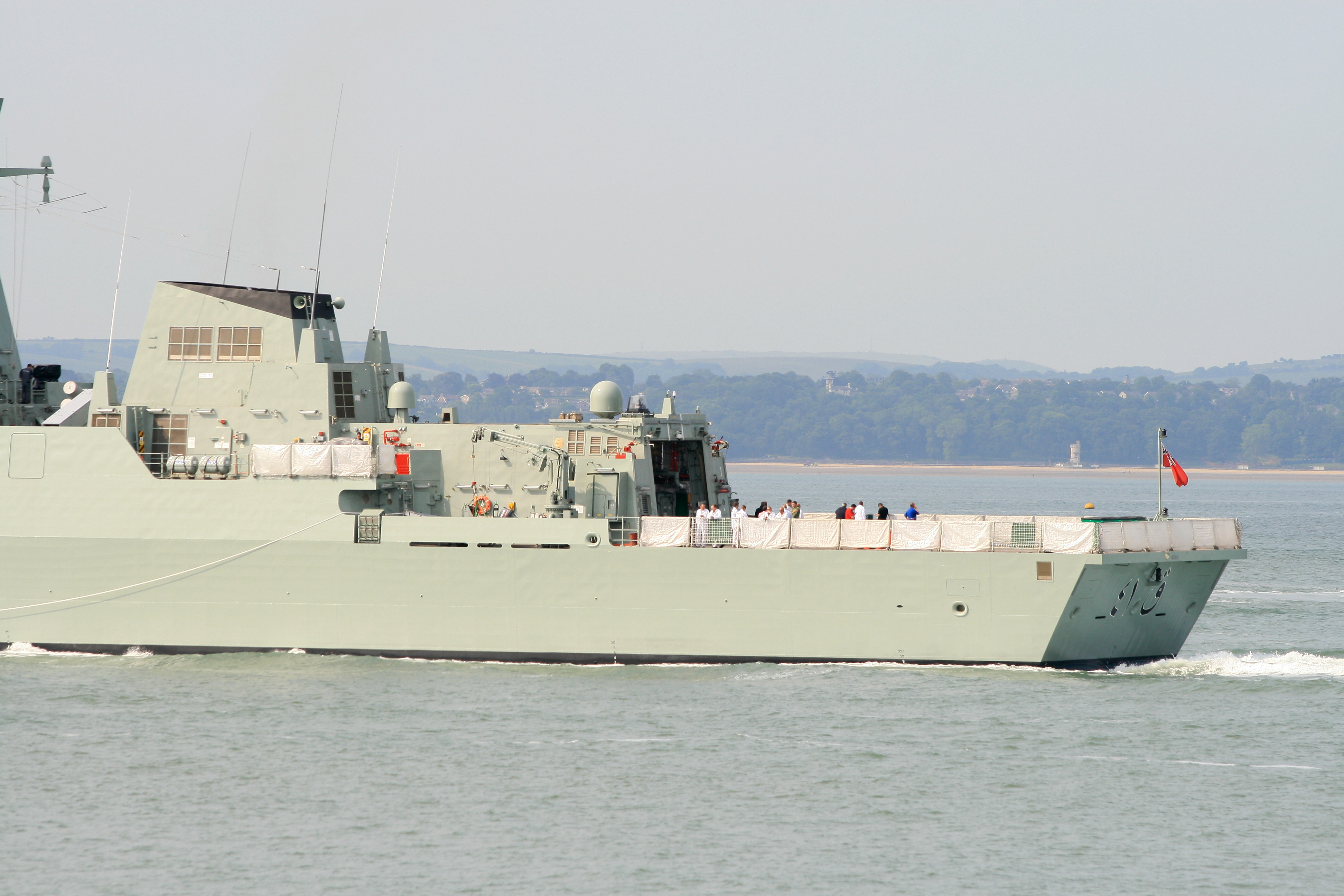
Al Rahmani, Portsmouth 2013.
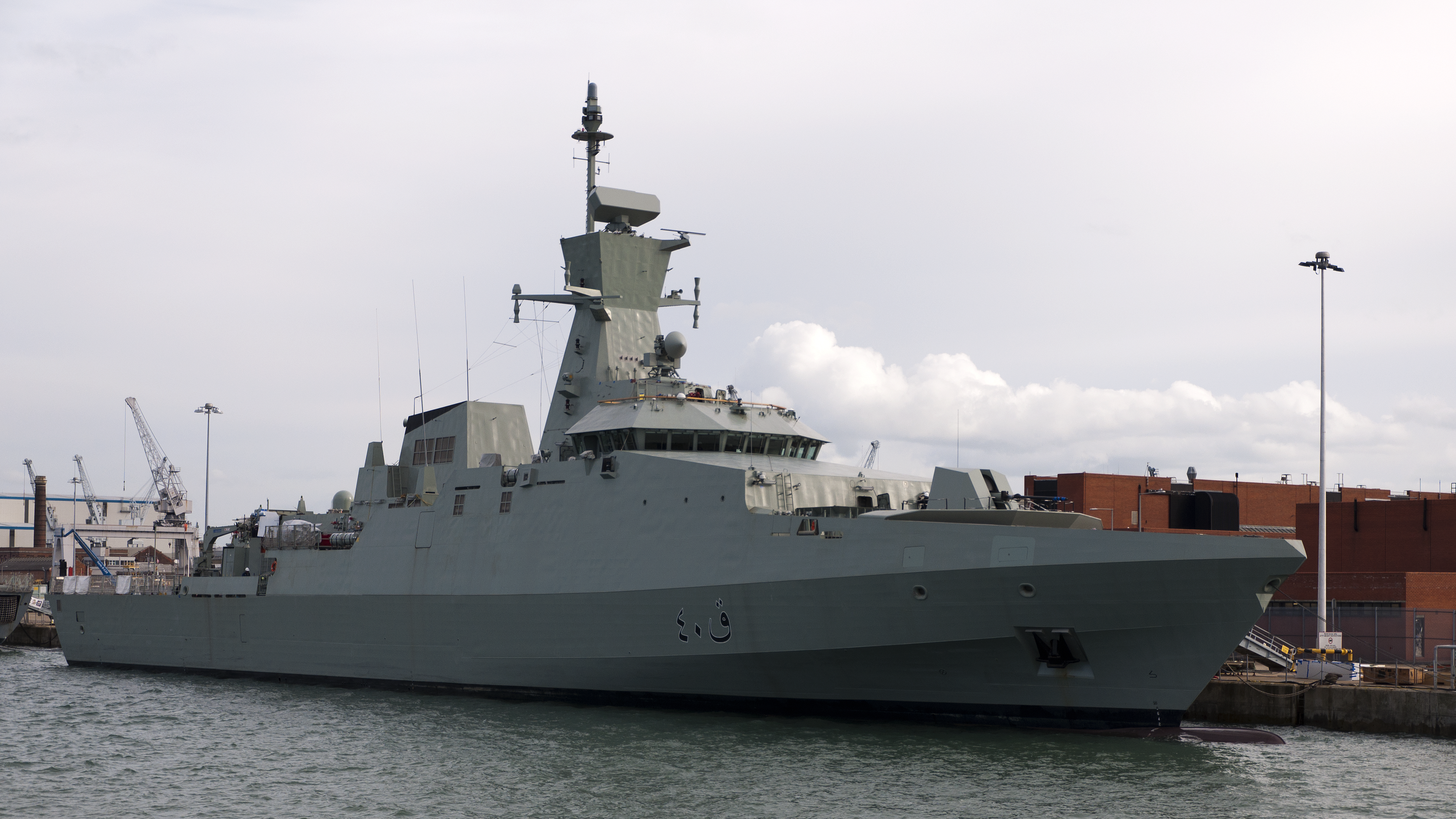
Al Shamikh, Portsmouth 2011.